# Gripopteryx reticulata
Gripopteryx reticulata är en bäcksländeart som beskrevs av Brauer, F. 1868. Gripopteryx reticulata ingår i släktet Gripopteryx och familjen Gripopterygidae. Inga underarter finns listade i Catalogue of Life.